# Nusa Penida
Nusa Penida é uma ilha e kecamatan (distrito) da Indonésia, situada ao largo da costa sudeste do Bali, no arquipélago das Pequenas Ilhas da Sonda. O distrito, que também inclui as ilhas vizinhas mais pequenas de Nusa Lembongan e Nusa Ceningan, tem 202,6 km² de área[carece de fontes?] e em 2010 tinha 45 178 habitantes (densidade: 223 hab./km²). Faz parte do kabupaten (regência) de Klungkung e da província do Bali.
Tem aproximadamente 20 km de comprimento e 12 km de largura e está separado do Bali pelo estreito de Badung. O interior é montanhoso, com altitude máxima de 524 metros. É mais seca do que a vizinha Bali e tem muito poucas infraestruturas turísticas.
Em 2010, uma área marítima em volta da ilha com 20 057 hectares foi declarada área protegida devido à riqueza dos seus recursos, para suportar o turismo e pescas para a subsistência dos seus habitantes. A reserva natural.que inclui também as costas das ilhas vizinhas de Nusa Lembongan e Nusa Ceningan, é habitat de 296 espécies de coral and 576 espécies de peixes, cinco delas desconhecidas para a ciência antes do processo de classificação da área ter sido iniciado. Faz parte do chamado Triângulo de Coral, a área com vida marítima mais rica do mundo e com mais diversidade de corais, onde vivem mais de 6 000 espécies de peixes e se encontram 76% das espécies conhecidas de coral.

## Locais de mergulho
A ilha é um destino de mergulho mundialmente conhecido. Há cerca de quinze locais propícios a essa prática, grande parte deles também adequados a snorkeling. Alguns desses locais são a Toyapakeh, Malibu Point, Crystal Bay, baía de Penia, Batu Lumbung (Manta Point), Batu Meling, Batu Abah e o chamado Nusa Penida/Lembongan.[carece de fontes?]
As correntes no estreito de Lombok são geralmente para sul, mas a força e direção das correntes de maré influenciada pelas monções. Durante as monções de sudeste, as correntes de maré são para sul; durante as monções de nordeste as correntes tendem para norte. Na área do estreito a norte de Nusa Penida, o padrão é relativamente simples, com uma corrente, na maré alta, de cerca de 3,5 nós. As correntes de maré no estreito de Badung são semidiárias, mas a sua natureza é muito complicada por causa a sua direção é oblíqua em relação à orientação praticamente norte-sul do estreito de Lombok e o canal tem uma forma curva.[carece de fontes?]

## Santuário de aves
Nusa Penida e as vizinhas Nusa Lembongan e Nusa Ceningan são um santuário de aves, criado pelas comunidades locais usando os regulamentos tradicionais das aldeias balinesas, a partir da ideia da Fundação dos Amigos dos Parques Nacionais (Friends of the National Parks Foundation; FNPF), uma organização sem fins lucrativos indonésia para proteção da vida selvagem.
Em 2006, 35 aldeias concordaram em fazer da proteção das aves uma parte dos seus regulamentos tradicionais (awig-awig) e desde então a FNPF reabilitou e libertou várias aves indonésias, nomeadamente o quase extinto estorninho-de-bali (Leucopsar rothschildi), endémico do Bali, cujo número de espécimes selvagens tinha declinado para menos de 10 em 2005. Depois de um programa da FNPF durante o qual foram libertadas 64 aves criadas em cativeiro em Nusa Penida, o seu número tinha aumentado para mais de 100 em 2009. Outras aves libertadas incluem o calafate (Lonchura oryzivora), lorico-de-mitchell (Trichoglossus forsteni mitchellii) e a Cacatua sulphurea.